# Jaciment arqueològic de Can Costella
Can Costella és un jaciment arqueològic de en una cronologia del Paleolític mitjà, des del 90.000 bp al 33.000 BP en els terrenys que donen nom a la finca on es troba, en un abric de travertí en la confluència del torrent de Can Gallego i Mediona, en el marge dret, al municipi de Sant Quintí de Mediona, (l'Alt Penedès), inclòs a l'Inventari del Patrimoni Arqueològic i Paleontològic de Catalunya.
L'abric de travertí es troba a uns 15 metres sobre el nivell del riu, actualment de petites dimensions, però segurament hagués estat una cavitat de dimensions més grans, la qual amb el pas del temps s'ha anat erosionant, on també ha influït el seu ús com a pedrera i els treballs de construcció de terrasses de conreu. El tipus d'indústria lítica i el sediment, van situar aquest jaciment al Paleolític mitjà. I la disposició de les restes, va fer pensar en una ocupació alternada entre humans i carnívors.

## Actuacions arqueològiques
El jaciment va ser descobert durant la campanya de prospecció a la conca del Mediona-Riudebitlles, duta a terme el 1990, pels arqueòlegs: Jordi Estévez i Gerd Weniger. Aquesta consistia en: el reconeixement extensiu de la banda nord de la conca del Mediona, centrant-se en la configuració geològica per reconèixer la possibilitat de l'existència de jaciments paleolítics; prospecció intensiva de la zona entre els jaciments de Mediona I i el límit del nucli urbà de Sant Quintí; i la planificació de la següent fase de les prospeccions, amb l'objectiu de situar en un context global de la zona oriental de l'Alt Penedès les formacions de Mediona.
Quan es va localitzar el jaciment, quedava intacte un paquet de sediment al final de l'abric. En el perfil d'aquest es veien diversos elements lítics, així com restes de fauna. El perfil es va regularitzar per poder conèixer la potència del jaciment. Es van dur a terme dos excavacions a Can Costella.
El 1990 Es va perfilar el sediment de l'abric, i es va fer un sondeig a la terrassa de davant d'aquest de més de dos metres. S'hi van excavar dos quadrats, que no eren més que dos metres quadrats d'extensió i 0,5 de profunditat. La gran majoria de troballes, varen ser restes de fauna, sobretot de conill, però també toro salvatge, cérvol, cabra i algun carnívor de la talla de la pantera. Es van trobar també alguns copròlits. La indústria lítica estava formada per 14 peces, 3 de les quals nuclis. Tota mostra una clara patina, i es troba molt concentrada en un nivell baix del sediment, junt amb alguns carbons, determinats com a pi roig, Pinus sylvestris, i teix, Taxus baccata.

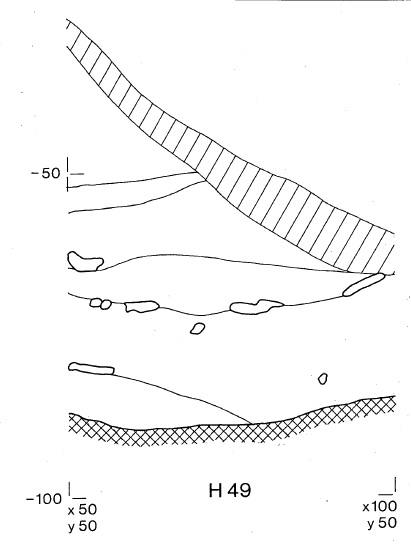
Secció sagital i frontal del refilat realitzat als perfils del jaciment de Can Costella

En el sondeig de la terrassa, es van obtenir uns resultats semblants a Mediona II. Sota un gran paquet de llims argilosos es van trobar petites restes de ceràmica d'atribució prehistòrica. Sota d'aquest es va trobar una estructura sedimentària travertinitzada i lleugerament carstificada, per aquest tipus de sediment i la seva posició es va identificar com una terrassa holocena inferior.
El 1993 es van realitzar diverses prospeccions en zones on la possibilitat de trobar assentaments eren molt altes. Així mateix també es van dur a terme excavacions per contextualitzar geomorfològicament els dipòsits del costat de Can Costella. En una de les prospeccions al camp sobre Can Costella es va trobar unes ascles de sílex i un fragment molaniforme d'èquid fòssil, el que va portar esperances de trobar un poblat. Després d'un sondejos es va veure que els sediments possiblement lacustres eren massa profunds o estèrils. Això va fer pensar que el material trobat provenia d'una aportació des d'indrets propers i no del subsòl immediat.